# Сабуе (Ахметский муниципалитет)
Сабуе (груз. საბუე) — село в Грузии. Находится в Ахметском муниципалитете края Кахетия. Расположено на берегу реки Илто в 5 км к западу от города Ахмета.
Высота над уровнем моря составляет 650 метров. Население — 13 человека (2014).
В советское время село Сабуе входило в Ахметский поселковый совет Ахметского района